# Dóra Madarász
Dóra Csilla Madarász née le 3 mars 1993 à Kecskemét est une pongiste hongroise. Elle a participé aux Jeux olympiques d'été de 2020,.